# Rue Tardieu
Pour les articles homonymes, voir Tardieu.
La rue Tardieu est une voie du 18e arrondissement de Paris, en France.

## Situation et accès
La rue Tardieu est une voie publique située dans le 18e arrondissement de Paris. Elle débute au 1, place Suzanne-Valadon et se termine au 2, rue Chappe.

## Origine du nom

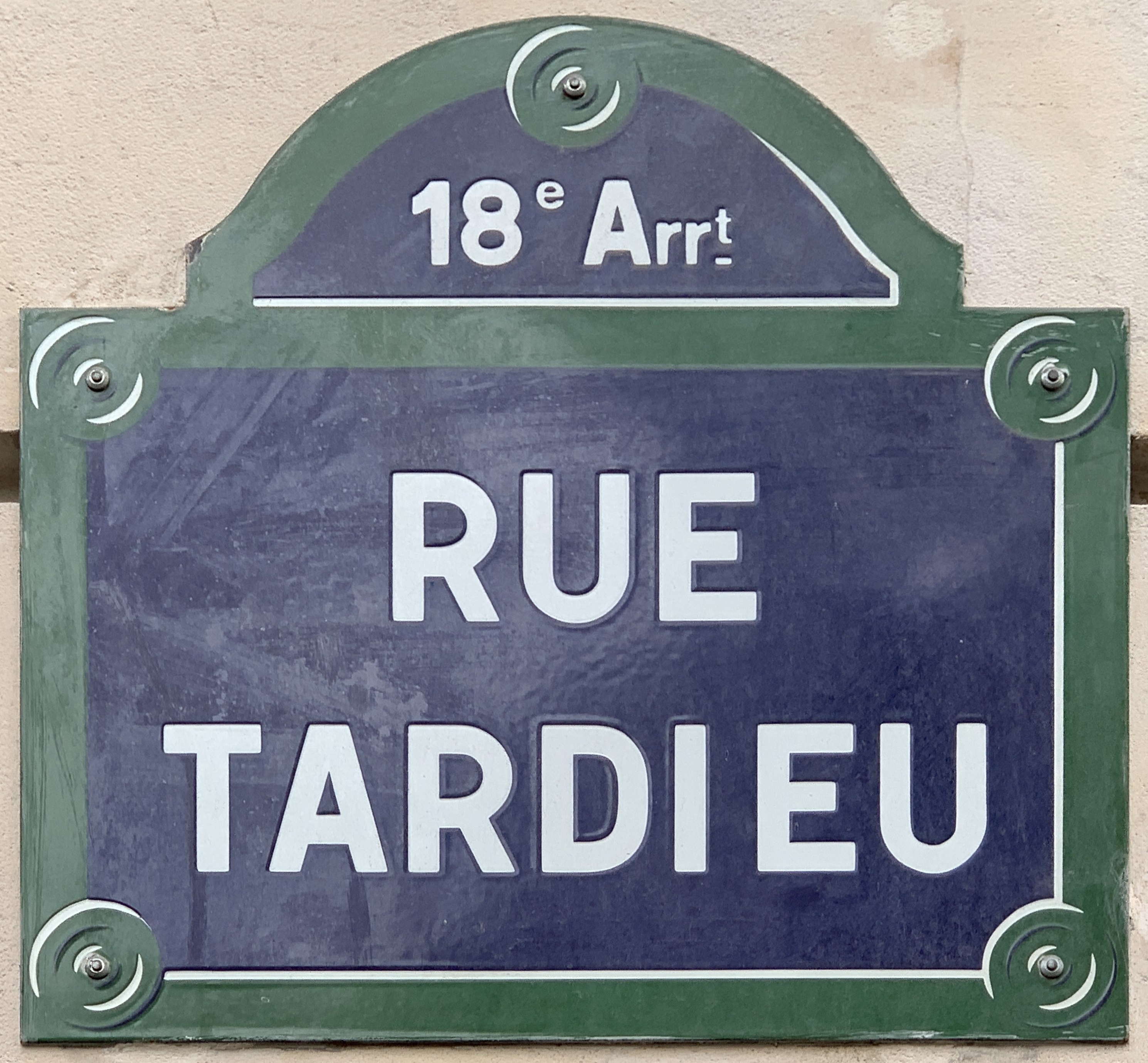
Plaque de la rue.

La rue est nommée d'après la famille Tardieu, qui compta un grand nombre de graveurs célèbres aux XVIIIe et XIXe siècles.

## Historique
La rue est ouverte et alignée par le décret du 8 juin 1858, sauf du côté pair, sur une longueur de 21 m environ, à partir de l'actuelle place Suzanne-Valadon, sous le nom de « rue A ».
Elle est classée dans la voirie parisienne par le décret du 23 mai 1863. Cette voie faisait précédemment partie de l'ancienne commune de Montmartre. Son numérotage a été décidé par un arrêté du 11 mai 1874 et sa dénomination est faite par le décret du 10 août 1868 :
Décret du 10 août 1868
« Napoléon, etc., 

Sur le rapport de notre ministre secrétaire d’État au département de l'Intérieur,
vu l'ordonnance du 10 juillet 1816 ;
vu les propositions de M. le préfet de la Seine ;
avons décrété et décrétons ce qui suit :
Article 14. — La voie nouvelle, ouverte entre la place Saint-Pierre et les rues Léonie et Chappe, recevra le nom de « rue Tardieu ».
etc.
Article 17. — Notre ministre secrétaire d'État au département de l'Intérieur est chargé de l'exécution du présent décret.
Fait au palais de Fontainebleau, le 10 août 1868. »